# Egennamn
Ett egennamn används för att identifiera en specifik person, plats, organisation, föremål eller annan unik enhet. Egennamn skiljer sig från andra substantiv, som beskriver generella saker, personer eller platser. 

## Användning
Egennamn kan till exempel användas för:
- Personer, och kallas då personnamn, till exempel Maria, Coralie, Martin Luther.
- Orter, berg, sjöar, floder, gatunamn[2] etc och kallas då ortnamn, till exempel Piteå, Klippiga bergen, Indalsälven.[3]
- Vissa företag, organisationer och liknande, till exempel Skeppshult, Amnesty, Mensa, Tradition.

## Grammatik
Det vetenskapliga studiet av egennamn och deras ursprung kallas onomastik.
Egennamn böjs i kasus, (på svenska urskiljs alltså genitiv från nominativ), men inte i numerus och species, vilket alltså skiljer dem från de flesta andra substantiv. Det är till exempel inte möjligt att bilda bestämd form plural av Indalsälven ["Indalsälvarna"]. Egennamn är alltid obestämd form singular till sin natur eftersom de avser något konkret. I vissa språk, till exempel finska och isländska böjs egennamn i fler kasus (till exempel Suðurland och á Suðurlandi). Det görs till exempel inte för tyska som har fyra kasus men inte för egennamn (till exempel Berlin och "nach Berlin"). Egennamn skrivs vanligtvis med stor bokstav i början av ordet.
Egennamn kan bilda adjektiv, till exempel "stockholmsk" och "skånsk". Det är en form av ordbildning, inte böjning.
Beskrivande egennamn har ofta sitt ursprung i konstruktioner med vanliga subjekt, till exempel har namnet Big River sitt ursprung i ett upprepat användande av "big river" för att beskriva en viss flod.
Proprium (nomen proprium) är en ålderdomlig beteckning för egennamn.